# 格拉尼夫 (海辛區)
48°52′18″N 29°34′2″E / 48.87167°N 29.56722°E
格拉尼夫（烏克蘭語：Гранів）是位於烏克蘭西南部文尼察州海辛區的村莊，處於韋爾比奇河畔，面積9.21平方公里，海拔高度214米，2001年人口2,710。